# 聖約翰教堂 (豪達)

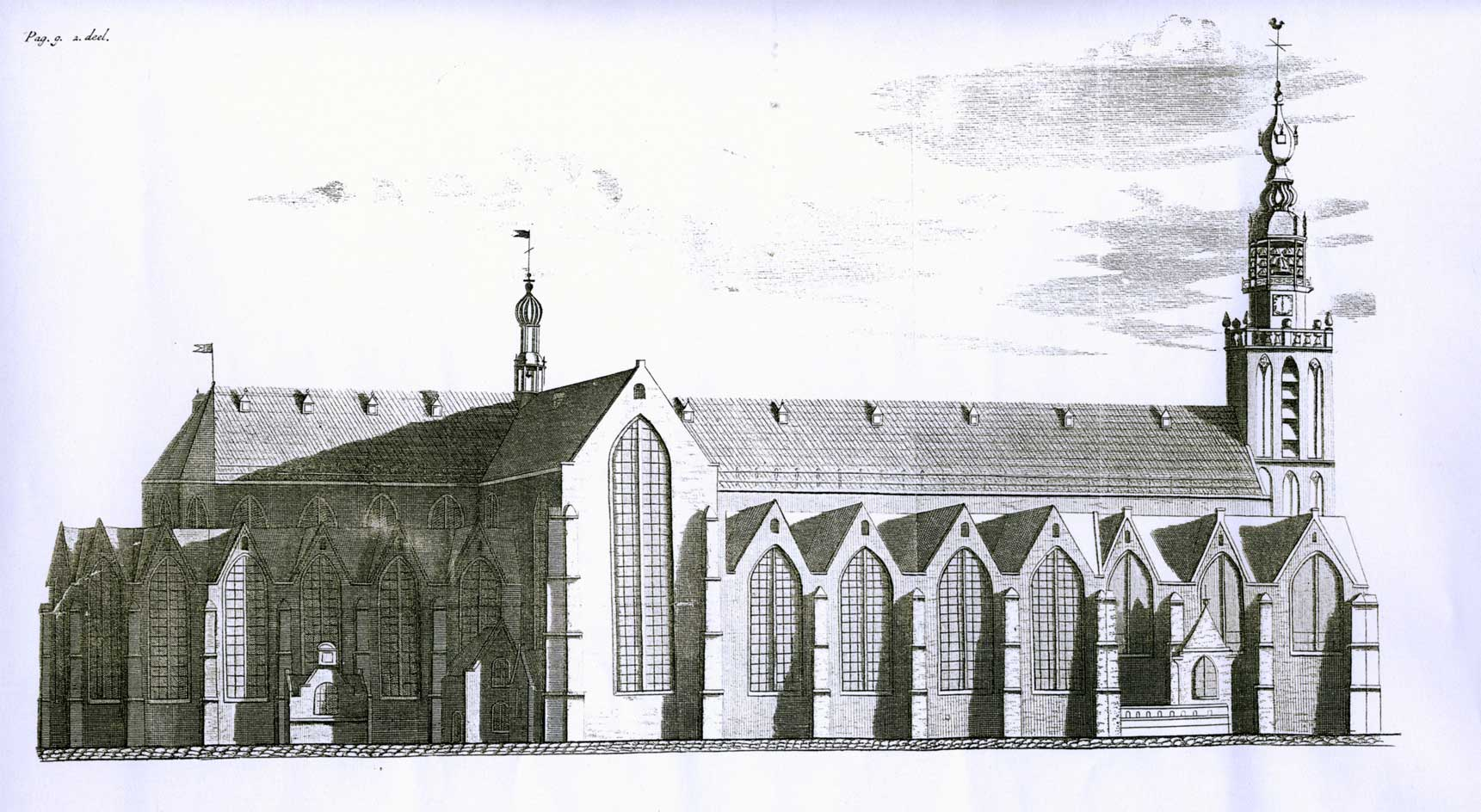
1714年的聖約翰教堂

聖約翰教堂（Sint Janskerk）是荷蘭城市豪達的一座教堂，外觀為哥特式建築，內部的花窗玻璃極具特色。該教堂奉獻給施洗約翰。聖約翰教堂修建於15至16世紀。1552年，教堂大部分被燒毀，此後進行重建。1939年，由於預期將和德國發生戰爭，教堂內的彩色玻璃被移除。

## 外部連結
52°0′39″N 4°42′41″E / 52.01083°N 4.71139°E
- site of the St. Janskerk with virtual tour （页面存档备份，存于）